# Maritiem Informatie Kruispunt
Belgiens Kustwachtcentrale besteht aus zwei Säulen: dem MRCC Oostende und dem MIK (Maritiem Informatie Kruispunt) auf dem Marinestützpunkt in Zeebrügge. Beide Zentren arbeiten eng zusammen und tauschen ihre Informationen zeitnah aus.
Das MIK fungiert als maritimes Sicherheitszentrum für das belgische Seegebiet der Nordsee, das zu den meist befahrenen Schifffahrtsrouten der Welt zählt. Seit 2007 arbeiten in diesem Zentrum Zoll, Schifffahrtspolizei und Verteidigungsministerium zusammen, um sicherzustellen, dass alle Gesetze der Seeschifffahrt eingehalten werden. Damit werden die Vorgaben des ISPS-Codes zur Erhöhung der Sicherheit auf See erfüllt, die nach den Anschlägen vom 11. September 2001 entwickelt wurden.
Das MIK kombiniert eine Vielzahl von Aufgaben der flämischen und föderalen (belgischen) Regierungsstellen mit Autorität auf See:
- Aufdeckung von Verbrechen auf See wie z. B. illegale Fischerei und Drogenschmuggel
- Sammeln von schiffsbezogenen Informationen wie Position, Ziel und Ladung.
- Unterstützung bei Katastrophen und sonstigen Notfallsituationen
- Nationale Meldestelle für Meeresverschmutzung.

Die drei beteiligten Organisationen betreiben dazu jeweils eigene Datenbanken, deren Informationen im MIK zusammengeführt und analysiert werden. Damit stehen gebündelte Informationen für Entscheidungen zur Verfügung.
Für diese Aufgaben werden durch das belgische Militär Hubschrauber und Überwachungsflugzeuge auf ihrer Basis in Koksijde zur Verfügung gestellt. Der Küstenwacht-Partner Vloot (dt. Flotte) stellt die benötigten Schiffsfahrzeuge zur Verfügung. Darunter sind als neuste Schiffe die Patrouillenschiffe (Ready Duty Ships) 'Castor' (2014) und 'Pollux' (2015) im Einsatz für Fischereikontrolle, Polizeiaufgaben, Zollkontrollen, Verschmutzungskontrolle und Rettungsaktionen auf See. Seit 2017 verfügt die Küstenwache über das neue Mehrzweckschiff 'Sirius'. Es wird für Such- und Rettungsaufgaben, Brandbekämpfung, Seefischereikontrolle, Öl-Skimming und Schleppaufgaben eingesetzt. Daneben fungiert es als Tonnenleger und als Meßschiff für hydrographische und hydrologische Untersuchungen.

## Bilder

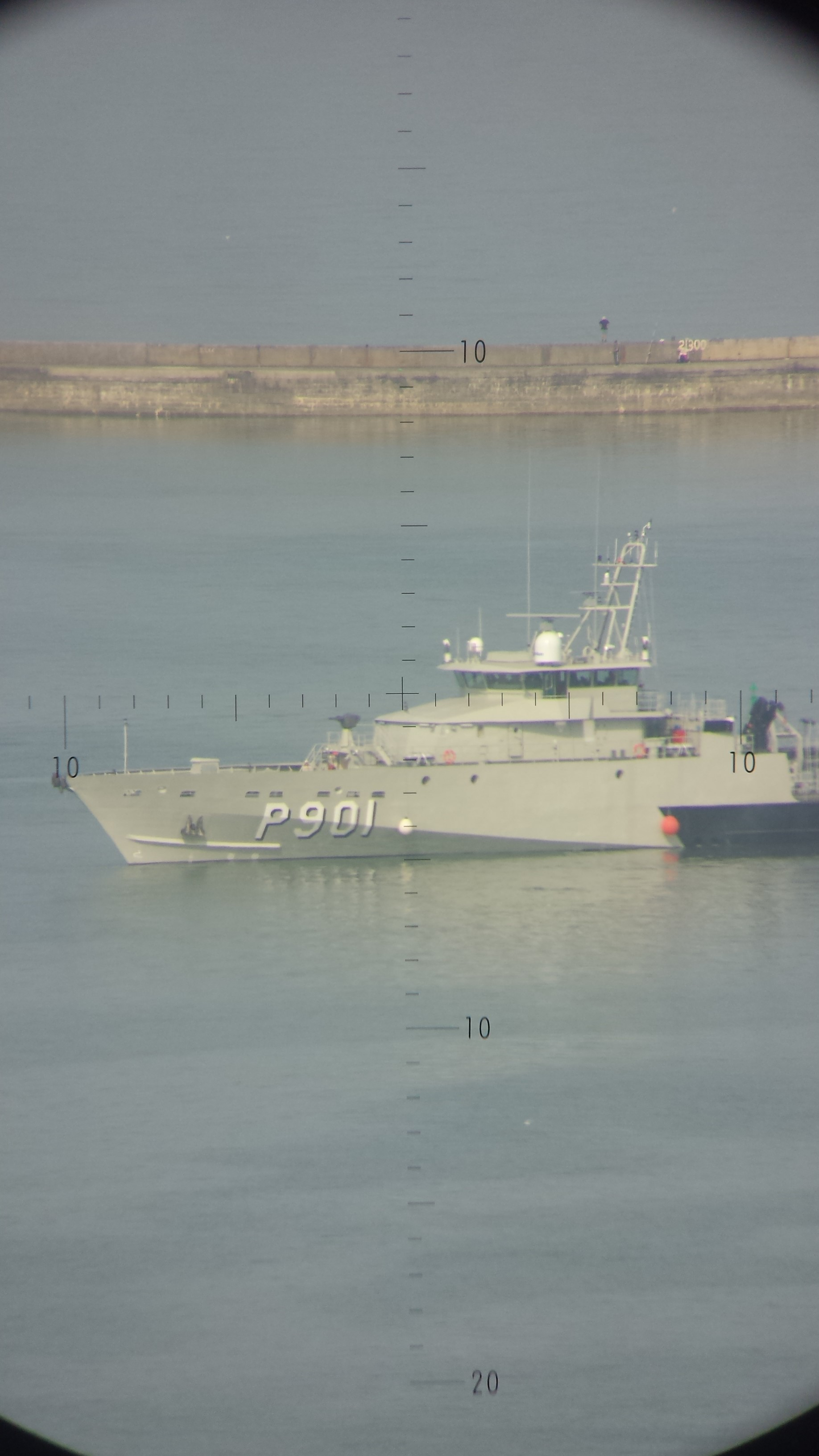
Patrouillenboot Castor
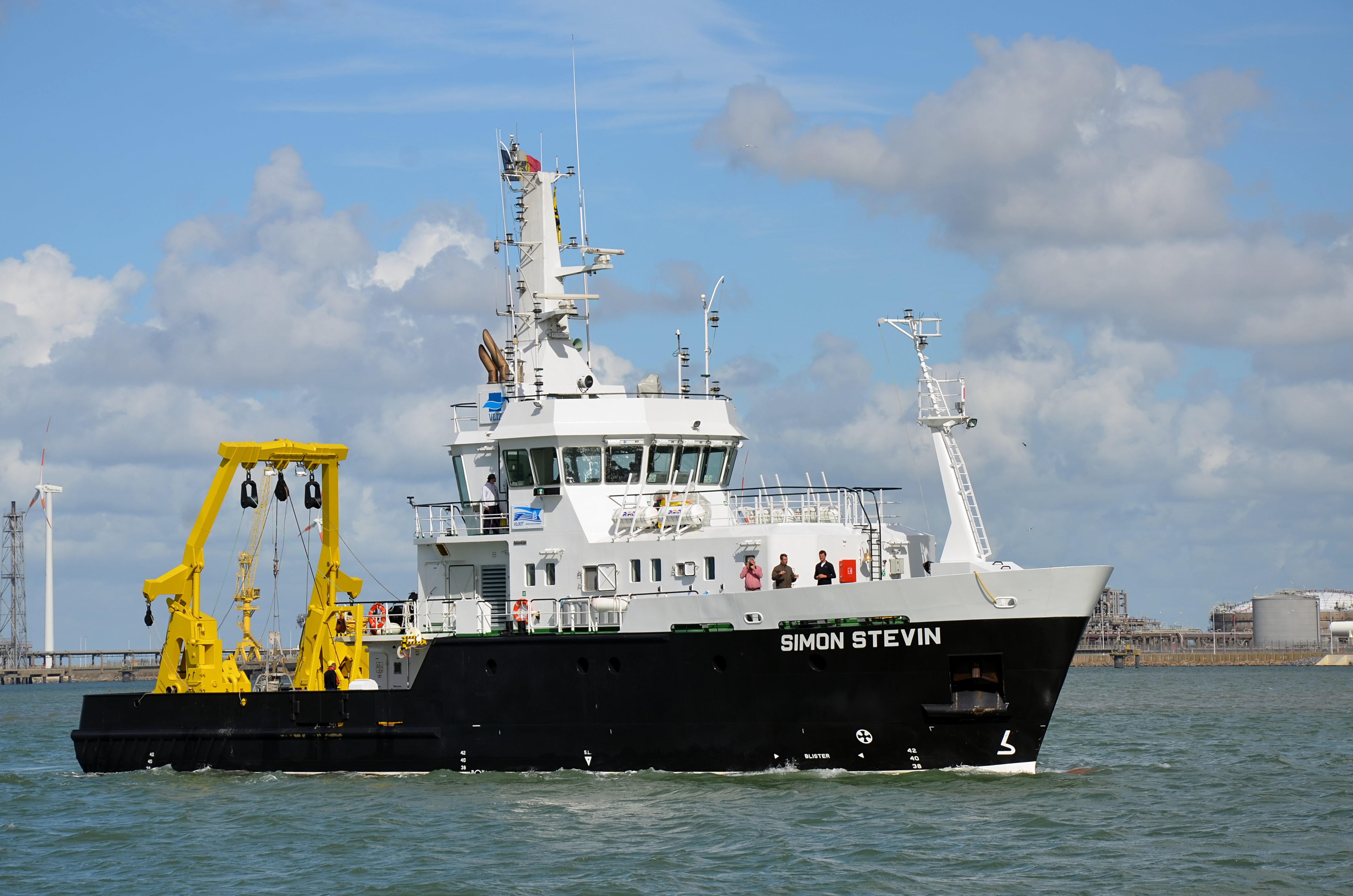
Schiff für Meeresforschung
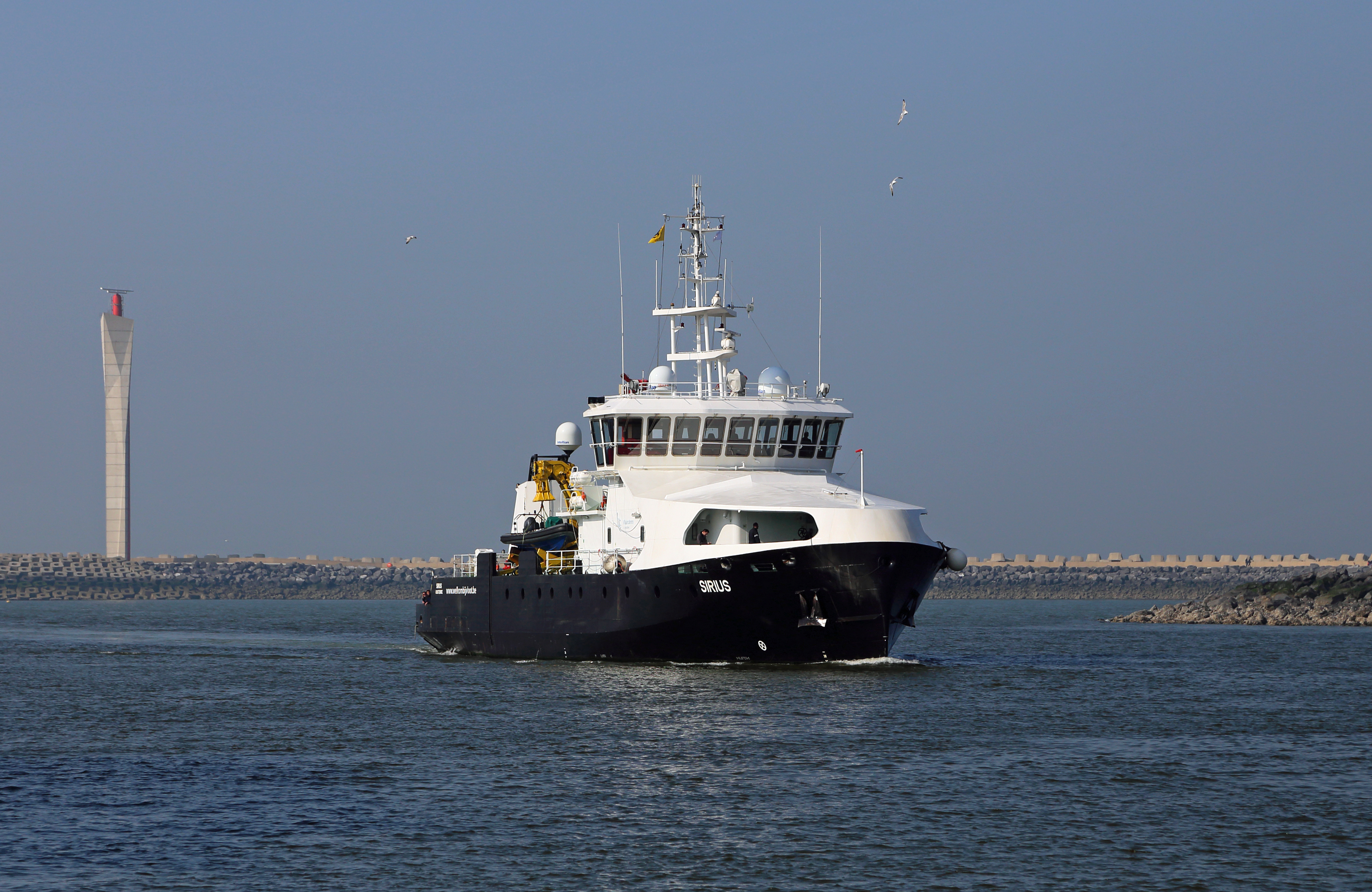
Mehrzweckschiff Sirius
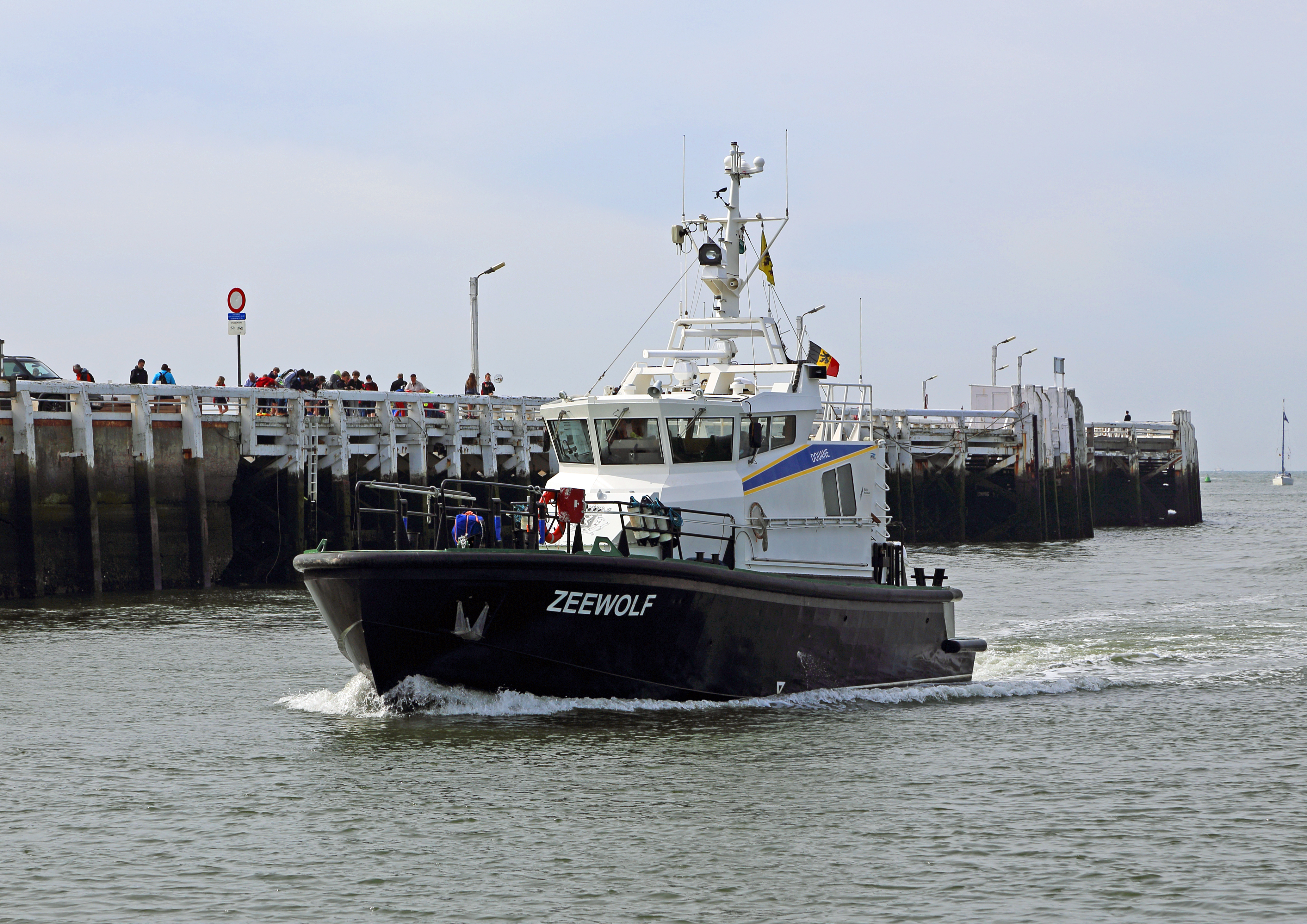
Zollboot
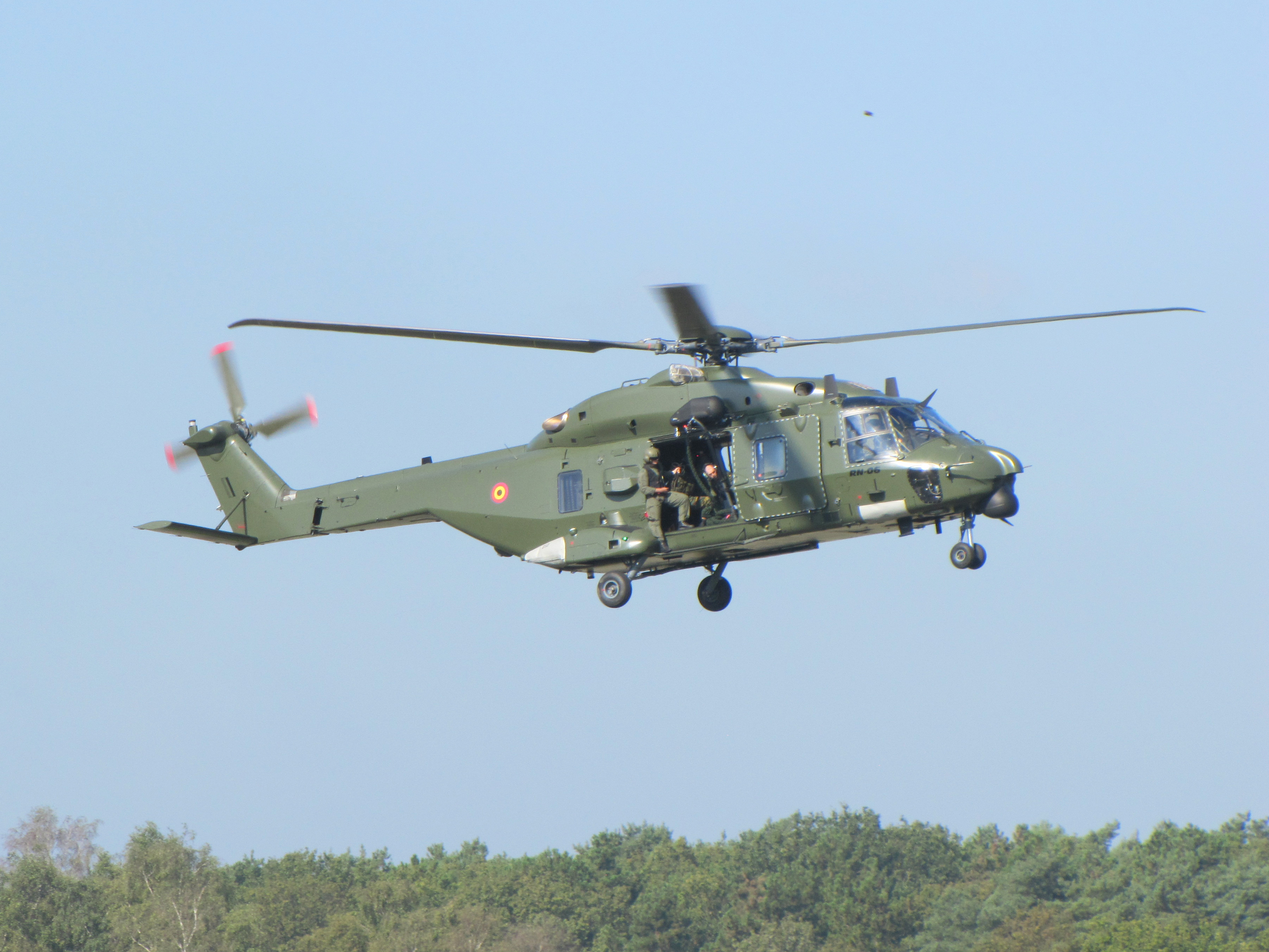
NH-90 Helikopter